# Hans Gutbrod (Physiker)
Hans Herbert Gutbrod (* 1942 in Stuttgart; † 3. März 2025 in Heidelberg) war ein deutscher Physiker.

## Werdegang
Gutbrod studierte an der TH Karlsruhe und an der Universität Heidelberg, wo er 1970 bei Wolfgang Gentner und Rudolf Bock promovierte (Vier-Nukleonen-Transfer an Kernen der sd und p Schale). Danach arbeitete er zunächst auf dem Gebiet der Schwerionenphysik bei niedrigen Energien in Heidelberg, Rochester (New York), dem Brookhaven National Laboratory und in Berkeley. 1992 wurde er Fellow der American Physical Society.
Er war ab den 1970er Jahren mit Reinhard Stock und Rudolf Bock bei der Gesellschaft für Schwerionenforschung (GSI) in Darmstadt, am Lawrence Berkeley National Laboratory (Bevalac, mit Arthur Poskanzer) und später am Super Proton Synchrotron des CERN ein Pionier der Schwerionenphysik insbesondere zur Erforschung der Zustandsgleichung von Kernmaterie bei hohen Dichten und Temperaturen (wo ihre Experimente das Verhalten einer fast idealen Flüssigkeit zeigten, wie von Walter Greiner und seiner Schule vorhergesagt). 1988 erhielt er dafür mit Stock den Robert-Wichard-Pohl-Preis. Gutbrod war Honorarprofessor am Fachbereich Physik der Johann Wolfgang Goethe-Universität Frankfurt am Main und Ehrendoktor der Universität Lund.
Er arbeitete danach am CERN, wo er Sprecher der bahnbrechenden SPS-Schwerionenexperimente WA80/93/98 war. Gemeinsam mit Jürgen Schukraft und anderen legte er den Grundstein für den Schwerionendetektor ALICE, dessen Sprecher er seit Anfang der 1990er Jahre war und wo er bis 2001 Projektleiter des Dimyon-Spektrometers war. Hauptziel war die Untersuchung der Bildung des Quark-Gluon-Plasmas, was am LHC-Beschleuniger des CERN gelingen soll.
In Nantes leitete er ab 1995 bis 2001 das Subatech Labor (Laboratoire de Physique Subatomique et des technologies associées) der Ecole des Mines, des CNRS und der Universität Nantes, gleichzeitig war er Sprecher von ALICE-FRANCE und fungierte als Deputy Spokesperson von ALICE und Projektleiter des ALICE-Myonen-Spektrometers. Hans Gutbrod kehrte 2001 zur GSI zurück, wo er am FAIR Projekt (Facility for Antiproton and Ion Research) des zukünftigen Beschleunigers der GSI in leitenden Funktionen mitarbeitete, so bis 2008 als Projektleiter und Leiter des FAIR Joint Core Teams. Bis zuletzt nahm er aktiv am Fortschritt und Aufbau des FAIR-Projektes anteil.
Hans Gutbrod starb am 3. März 2025 im Alter von 82 Jahren.